# Языки Сент-Китса и Невиса
Официальным языком Сент-Китса и Невиса является английский, но также есть ещё и сент-китский креольский английский язык, не имеющий официального статуса, у которого есть невисский диалект. На нём говорят около 40 000 человек.
Сент-китский имеет ту же историю, как и у других креольских языков Карибского бассейна. Его происхождение восходит к XVII веку от западно-африканских рабов, которые, когда их привезли на острова для работы на плантациях сахарного тростника, были вынуждены быстро учить британский вариант английского языка, потому что их владельцы потребовали это. Их английский был смешан с западноафриканскими словами, и в некоторых случаях со структурой западноафриканских языков. Французы, которые оккупировали остров с 1625 по 1713 годы, оказывали только маленькое влияние на говорящих на креольском сегодня, в отличие от ранее французских островов Доминика и Сент-Люсия, на которых говорят на французском, а не на контактном языке на английской основе.
Сент-китское произношение похоже на произношение на соседних островах Антигуа и Монтсеррат, но с меньшими различиями, которые в основном заметны для жителей Наветренных островов.